# Tysoe Hancock
Tysoe Saul Hancock (Sittingbourne, décembre 1723 - 5 novembre 1775) est un médecin anglais de la compagnie anglaise des Indes orientales, connu d'autre part pour son amitié avec Warren Hastings, et pour être le père d'Eliza Hancock, la « cousine exotique » de Jane Austen. 

## Biographie
Tysoe Hancock est originaire du Kent où il naît en décembre 1723 dans le village de Sittingbourne. Fils du Révérend Thomas Saul Hancock, curé du village voisin de Hollingbourne, il part aux Indes en 1745, après des études de médecine à Londres ; là, il entre rapidement au service de la HEIC, la Compagnie anglaise des Indes orientales (The Honourable East India Company). 
C'est par son chargé d'affaires en Angleterre, Francis Austen, l'oncle de Philadelphia Austen, que s'établit le projet de mariage avec celle-ci. Le mariage a lieu le 22 février 1753 à Fort St. David, près de Madras, dont Tysoe Hancock est alors le chirurgien attitré, quelques mois après l'arrivée en Inde de Philadelphia Austen, arrivée sur le Bombay Castle le 4 août 1752 avec la « flottille de pêche », the fishing fleet, qui amène d'Angleterre des jeunes filles à marier pour les Britanniques célibataires de la colonie anglaise. 
Tysoe Hancock est un homme de tempérament mélancolique, sans doute dû à ses constants problèmes de santé, souffrant de crises de malaria et de calculs des reins. Ceci ne l'empêche pas de se montrer un mari et un père attentionné tout au long de sa vie.
Les Hancock déménagent pour Calcutta en 1759. Ils y lient connaissance avec Warren Hastings, futur premier gouverneur général de l'Inde britannique. 
Tysoe Hancock, son épouse et leur fille Eliza font voile pour Angleterre en janvier 1765, et s'établissent à Londres. Tysoe Hancock doit retourner en Inde en 1768. Sa femme et sa fille, elles, demeurent en Angleterre et ne reviendront plus jamais en Inde, car Tysoe Hancock le déconseille formellement à sa femme, considérant un tel retour comme incompatible avec l'éducation et le futur mariage qu'il souhaite pour sa fille, sa chère « Betsy ». 
Il meurt à Calcutta le 5 novembre 1775. Sa tombe a disparu au XIXe siècle, et le cimetière lui-même n'existe plus, balayé par l'expansion de la ville.

## Tysoe et Philadelphia Hancock dans l'œuvre de Jane Austen
On retrouve le souvenir du mariage de Tysoe et Philadelphia Hancock, ainsi que celui de la  fishing fleet, la « flottille de pêche », dans une œuvre de jeunesse de Jane Austen, Catharine, or the Bower.
L'héroïne de cette nouvelle inachevée est une pauvre orpheline, élevé par une tante qui lui mène la vie dure, et dont les seules amies sont les filles d'un clergyman du voisinage, réduites après la mort de celui-ci, à devoir leur subsistance à des parents riches, mais avares. Ils envoient l'aînée de ces jeunes filles en Inde, avec la « flottille de pêche », pour y « contracter un mariage splendide, mais malheureux » ([to be] splendidly but unhappily married).